# Automassage

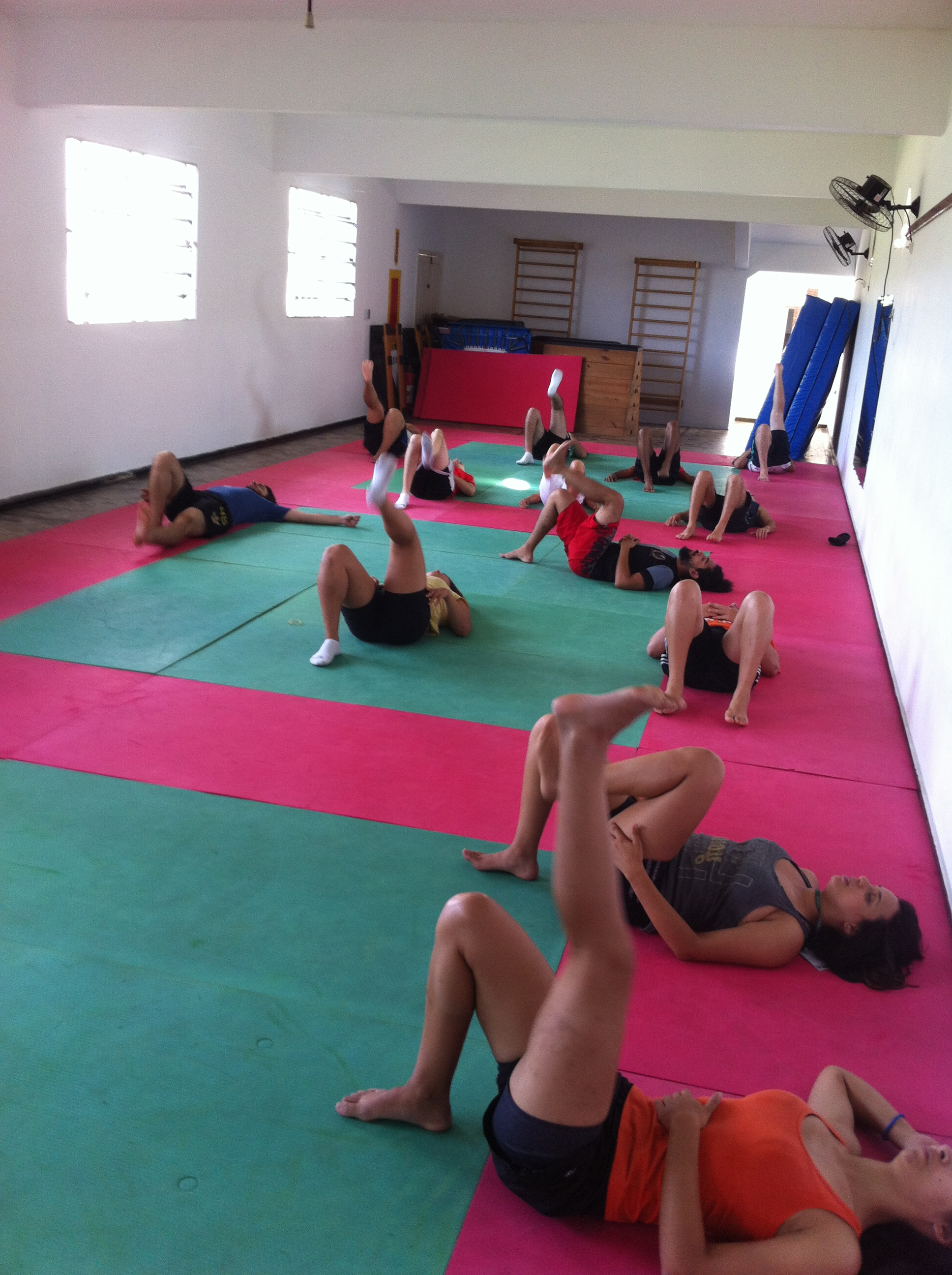
Des personnes pratiquant l'automassage.

L'automassage est la pratique, le plus souvent thérapeutique, de massages sur soi-même.

## Pratique
Les sportifs de haut niveau peuvent souvent utiliser l'automassage pour la récupération.
L'automassage peut aussi être utilisé contre les insomnies ou pour améliorer la souplesse. Il sert contre les migraines et certains signes de stress,.